# 心智政權
心智政權（英語：Noocracy，/noʊˈɒkrəsi/, /ˈnoʊ.əkrəsi/），亦稱智主政治，柏拉圖給予的定義是以智慧為主體的政權，根據佛拉迪米爾·維爾納斯基提出的說明，它是一個基於人類思想為優先的社會與政治體系。在德日进的著作裡，描述其未來的發展。

## 詞源
這個詞的本身源自於希臘語的智性，通常〔noos〕是指心智或是智力，而〔kratos〕是指权威或是權力。

## 發展
嘗試實行於政治體系的首例之一，可能是毕达哥拉斯的智慧之城，毕达哥拉斯與他的追隨者，即畢氏教團的成員們，曾經共同計劃在今日的義大利建造智慧之城。在近代歷史上，佛拉迪米爾·維爾納斯基也曾經提出類似的概念，不同的是，這個概念必須使用心智圈一詞作為代表名稱。
正如柏拉圖所定義的，心智政權被認為是可適用於未來人類的政治體系，甚至是可以取代民主體系與其他的政權體制。
艾力·賀佛爾對此卻抱持不同的看法，因為他提出非主流的觀點，有時會被稱為碼頭工人哲學家。由於柏拉圖的哲学王概念就像是變成教師型統治一般，所以艾力·賀佛爾鄙視柏拉圖的思想概念，這也暗示著，對於人類行為或是生活的潮流趨勢，柏拉圖誇大了這一部分的重要性。
|                               | 在大自然界、地理圈與生物圈，由於思考與思維的大量聚集，而形成的心智圈，可以想像人類的未來生活就像是心智政權的社會體系一般 —— 而這個社會體系是以聚集大量的思想為主要的政治力量，而不是靠部分社群團體的組成來呈現的 |
| ——米歇爾·艾布斯坦所提出的定義 | |

## 學術著作
在歐洲聯盟委員會社群研究機構的出版著作《自由的藝術與科學研究：朝向生活的文化》一書中，汉斯·约纳斯以及拉迪斯拉夫·科瓦拉區也提出對於心智政權的幾項評論。
|  | 假如柏拉圖把他的政體概念稱為是聖賢政治，那麼以科學制度化為基礎來進行社會實驗的政治體系，可以稱為是心智政權。 在柏拉圖的眼中，心智政權並不是哲學家國王的君權統治。但是，也不是用科學知識或是由一群科學家們來統治。政權，一個政權的取得與維持，取決於競賽法則， 首先由一群政治精英共同把持政權，但是隨著他們接受專業的訓練，經過大量的分析，由科學各領域的專家們所組成的大型顧問團體大量給予預測與提議，並且設立以實地考察為型態的實驗工作。 |

舉目前具爭議性的議題基因改造食品或是转基因生物為例，以教科書上的科學知識對此來設立政策方針。
|  | 以心智政權為前提，在它本身權力範圍內的一個或是多個地區國家，在高層管理人員的保護之下，转基因生物會被人們拿來實驗，並且以科學方式進行監控。到了世界末日來臨的那一天，其所有的代價與獲益的資源由所有人民公平地共享。預警原則在今日仍是人們爭論的議題，雖然有預警原則，但是這無法減緩甚至是阻礙科學研發的速度。 |